# Enlil et Ninlil
Enlil et Ninlil est le nom donné par les historiens actuels à un mythe sumérien qui met en scène le dieu principal du panthéon de la Basse Mésopotamie antique, Enlil, et raconte la naissance de ses amours avec sa parèdre Ninlil.
Enlil est très attiré par la jeune déesse Ninlil. Il la suit, et l'épie alors qu'elle se baigne. Ne pouvant résister, il la viole alors qu'elle est encore vierge. De cette union naît Nanna, le dieu-lune.
Les autres dieux, scandalisés par cette attitude, ne peuvent pas laisser le crime impuni, bien qu'Enlil soit leur maître. Ils le condamnent donc à l'exil aux Enfers. Mais Ninlil, qui n'en veut pas à Enlil, mais est au contraire très attirée par lui, le rejoint en secret. Par deux fois, ils couchent ensemble, et la déesse met au monde deux autres dieux.
Les dieux qui avaient exilé Enlil aux Enfers finissent par lui pardonner, et ils le laissent reprendre sa place au Ciel, avec Ninlil à ses côtés.